# Grabhügel von Siegendorf

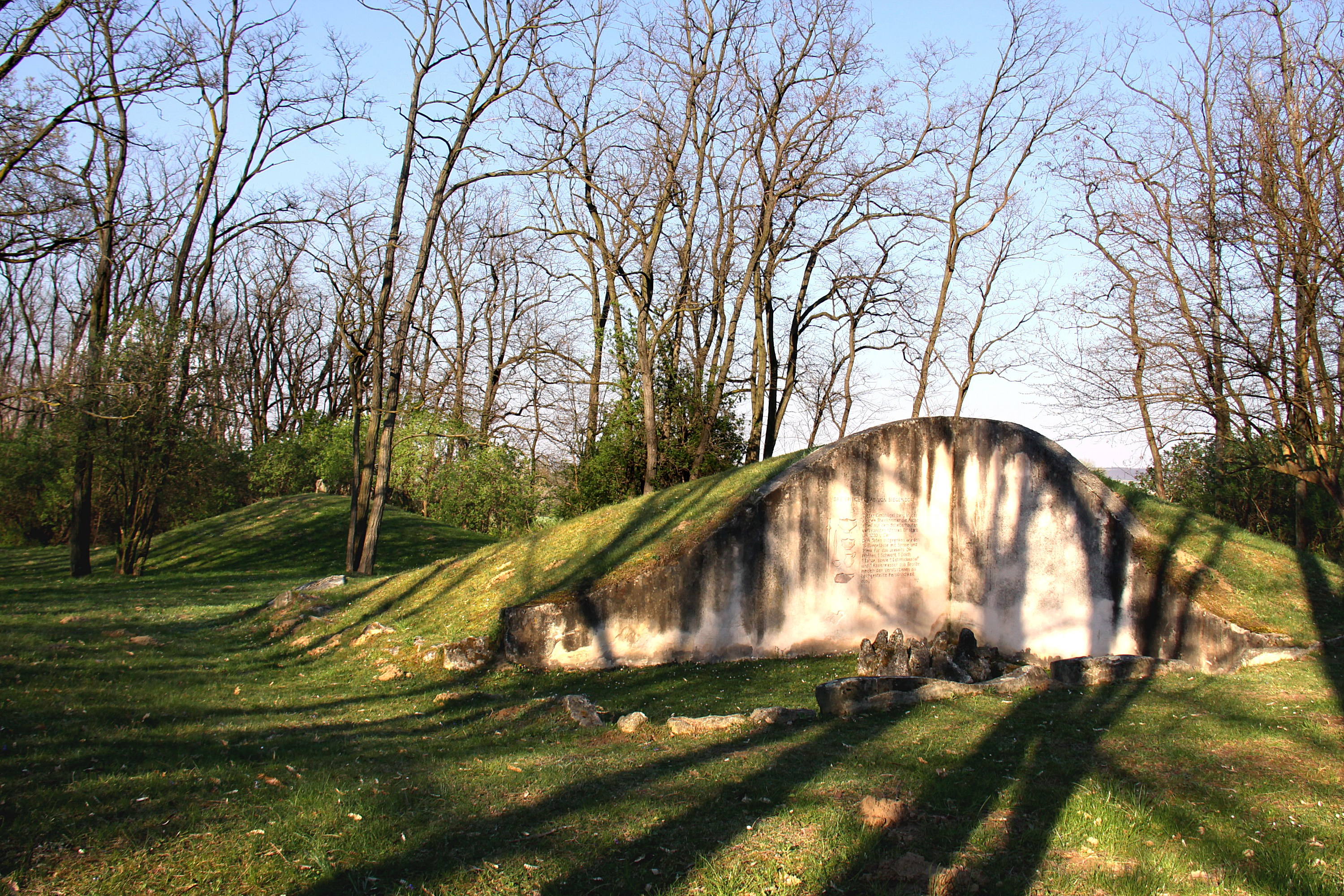
Zwei der Grabhügel – einer im Anschnitt – im April 2012

Die bronzezeitlichen Grabhügel von Siegendorf (kroatisch: Cindrof, ungarisch: Cinfalva) in der Marktgemeinde Siegendorf im Bezirk Eisenstadt-Umgebung, im Burgenland in Österreich liegen etwa einen Kilometer von der Freilichtanlage des Landesmuseums Burgenland beim  Natur- und Landschaftsschutzgebiet „Siegendorfer Puszta und Heide“.
Die vier Grabhügel sind Anlagen der Čaka-Kultur (um 1200 v. Chr.). Im größten befand sich eine Steinkiste. Der Leichenbrand des mit Lanze, Messer und Schwert beigesetzten Mannes wurde zusammen mit einem Tongeschirrsatz, einer bronzenen Gewandnadel und einem Rasiermesser gefunden. In den benachbarten Hügeln wurden Gräber von Männern und Frauen entdeckt. Die zum Grabareal gehörende Siedlung dürfte am anderen Ufer des erst vor 100 Jahren trockengelegten Salzsees gelegen haben.
Die kleine Hügelgräbergruppe ist eine der wenigen in Österreich entdeckten Nekropolen der Čaka-Kultur, die am Westrand des Karpatenbeckens die mittelbronzezeitlichen Traditionen am Beginn der Urnenfelderzeit belegt.
Bei den Ausgrabungen fanden sich unterhalb von Grabhügel 4 Spuren einer älteren Siedlung und eine Brandbestattung der Zeit um 3900 v. Chr. (Epi-Lengyel-Horizont). Die Funde der Ausgrabungen sind im Burgenländischen Landesmuseum in Eisenstadt ausgestellt.